# Иоасаф (митрополит Московский)
Митрополи́т Иоаса́ф (Скрипи́цын; ум. 1555, Свято-Троицкий Сергиев монастырь) — с 1539 митрополит Московский и всея Руси, преемник митрополита Даниила; святитель; память — 27 июля (по юлианскому календарю) в день преставления, а также в день Соборов Московских и Радонежских святых.

## Биография
Первым достоверным фактом его биографии является сообщение о том, что в 1529 году он был поставлен из старцев в игумены Свято-Троицкого Сергиева монастыря.
В 1530 году был восприемником от купели сына Василия III — будущего царя Иоанна IV.
6 февраля 1539 года избран из игуменов Троице-Сергиева монастыря на Московскую первосвятительскую кафедру; участвовал в ожесточённой политической борьбе в период малолетства Иоанна IV.
В 1540 году он ходатайствовал перед государем об освобождении князя Ивана Бельского из темницы. С тех пор вместе с Бельским был «первосоветником» государя. Недовольные этим Шуйские 3 января 1542 года низложили его и сослали на Белоозеро в Кириллов монастырь. Позже, после 1547 года, он вернулся в Свято-Троицкий Сергиев монастырь, где и скончался 27 июля 1555 года.
Иоасафу приписывают составление жития архиепископа Новгородского Серапиона и освобождение из темницы преподобного Максима Грека.
Погребён в южном притворе Свято-Троицкого собора (Серапионовой палатке) Троице-Сергиева монастыря; мощи покоятся под спудом.
Преемником Иоасафа на митрополичьем престоле стал Макарий.

### Канонизация
10 июля 1981 года по благословению патриарха Московского и всея Руси Пимена святитель Иоасаф включён в Собор Радонежских святых. В 1997 году — по благословению патриарха Московского и всея Руси Алексия II и решению Священного синода включён в Собор Московских святых. 3 февраля 2016 года решением Архиерейского собора Русской православной церкви был канонизирован для общецерковного почитания.